# Melanie Reinsch
Melanie Reinsch (* 1. Oktober 1979 in Niebüll) ist eine deutsche ehemalige Journalistin und Beraterin. Sie war von 2020 bis 2021 die Sprecherin des Berliner Senates.

## Leben
Reinsch absolvierte 1999 ihr Abitur und machte von 1999 bis 2002 eine Berufsausbildung zur Mediengestalterin für Print- und Digitalmedien. Anschließend arbeitete sie von 2002 bis 2005 als Telekommunikationsberaterin und Grafikerin. Von 2005 bis 2009 studierte sie im Hauptfach Publizistik und Kommunikationswissenschaften und im Nebenfach Politikwissenschaften und Kunstgeschichte an der Freien Universität Berlin und schloss das Studium mit einem Bachelor ab. 
Nach ihrem Studium machte sie von 2009 bis 2011 ein Volontariat bei der Märkischen Oderzeitung (MOZ) und arbeitete dort 2011 als Lokalredakteurin. Von 2012 bis 2015 war sie Onlineredakteurin und Reporterin bei der Berliner Zeitung. Als bundespolitische Korrespondentin war sie von 2015 bis 2018 bei DuMont in der Hauptstadtredaktion tätig. 
Bevor sie am 1. März 2020 Sprecherin des Senats von Berlin wurde, war sie von 2018 bis 2020 landespolitische Korrespondentin der Berliner Zeitung und des Berliner Kuriers. Reinsch war damit die Nachfolgerin von Claudia Sünder, welche sich beruflich neu orientierte und in die Wirtschaft wechselte. Melanie Reinsch war keine Staatssekretärin, sondern angestellte Abteilungsleiterin (Abt. Sprecherin des Senats und Chefin des Presse- und Informationsamts) in der Senatskanzlei. In dieser Funktion vertrat sie seit Juli 2020 das Land Berlin als Mitglied im ZDF-Fernsehrat in Mainz. Im Zuge der Bildung des Senats Giffey im Dezember 2021 schied sie aus dem Amt der Sprecherin aus. Ihr folgte Lisa Frerichs nach.
Vom 1. Juli 2022 bis November 2023 war Reinsch Pressesprecherin des Vorsitzenden der Friedrich-Ebert-Stiftung, Martin Schulz (SPD). Von November 2023 bis Januar 2025 war sie Director bei Christ&Company.